# Джеймс Ван Хофтен
Джеймс Дъгъл Адрианус Ван Хофтен (на английски: James Dougal Adrianus van Hoften) e американски военен пилот и астронавт на НАСА, участник в два космически полета.

## Образование
Джеймс Ван Хофтен завършва колежа Mills High School, Милбрей, Калифорния. През 1962 г. получава бакалавърска степен по строително инженерство от Калифорнийски университет, Бъркли. През 1966 г. става магистър по хидравлика и хидравлични системи в университета на Колорадо във Форт Колинс. През 1968 г. защитава докторат по философия, а през 1976 г. – по хидравлично инженерство в същото висше учебно заведение.

## Военна кариера
От 1969 до 1974 г. Ван Хофтен е на служба в USN. Включен в състава на бойна ескадрила 154 (VF-154), базирана на самолетоносача USS Ranger (CV-61) извършва 60 бойни мисии във Виетнам през 1972 г. Лети на изтребител F-4 Фантом. От 1977 до 1980 г. е в резерва на USN и продължава да лети на последните модификации на F-4. В кариерата си има 3300 полетни часа на реактивни машини.

## Служба в НАСА
Избран е за астронавт от НАСА през юни 1978 година, Астронавтска група №8. Завършва общия курс на обучение през август 1979 г. Участник в два космически полета. Има 338 часа в космоса и 22 часа извънкорабна дейност.

### Полети
Джеймс Дъгъл А. Ван Хофтен лети в космоса като член на екипажа на две мисии:
| Космически полети на Джеймс Дъгъл Адрианус Ван Хофтен           | Космически полети на Джеймс Дъгъл Адрианус Ван Хофтен | Космически полети на Джеймс Дъгъл Адрианус Ван Хофтен | Космически полети на Джеймс Дъгъл Адрианус Ван Хофтен | Космически полети на Джеймс Дъгъл Адрианус Ван Хофтен | Космически полети на Джеймс Дъгъл Адрианус Ван Хофтен | Космически полети на Джеймс Дъгъл Адрианус Ван Хофтен |
| №                                                               | Дата                                                  | КК                                                    | Емблема на мисията                                    | Функции                                               | Продължителност                                       |                                                       |
| --------------------------------------------------------------- | ----------------------------------------------------- | ----------------------------------------------------- | ----------------------------------------------------- | ----------------------------------------------------- | ----------------------------------------------------- | ----------------------------------------------------- |
| 1                                                               | 6 април 1984                                          | „Чалънджър“, мисия STS-41C                            |                                                       | Специалист на мисията                                 | 6 денонощия 23 часа 40 мин. 07 сек.                   |                                                       |
| 2                                                               | 12 януари 1986                                        | „Дискавъри“, мисия STS-51I                            |                                                       | Специалист на мисията                                 | 7 денонощия 02 часа 17 мин. 42 сек.                   |                                                       |
| Сумарно време в космоса – 14 денонощия 01 час 57 минути 49 сек. |                                                       |                                                       |                                                       |                                                       |                                                       |                                                       |

## След НАСА
След като напуска НАСА през 1986 г., Джеймс Ван Хофтен става вицепрезидент по инфраструктурните проекти на строителната компания Бектел (на английски: Bechtel Corporation). Прекарва дълги години в Хонг Конг и взима най-дейно участие в проектирането и стротелството на новото летище.

## Личен живот
Ван Хофтен е женен и има три деца. Хобитата на астронавта са хандбал, ски и джогинг.

## Награди
- Медал за похвална служба;
- Въздушен медал (2);
- Медал за национална отбрана;
- Медал за участие във Виетнамската война;
- Медал на НАСА за участие в космически полет (2).